# Sultanija Mahidevran
Sultanija Mahidevran bila je druga žena sultana Sulejmana I. Veličanstvenog. 
O životu Mahidevran prije udaje poznato je jako malo. Njeno etničko porijeklo nije potpuno poznato. Smatra se da je porijeklom s Kavkaza ili s područja današnje Albanije. Bila je kći kabardejskog princa Mirze termuka i njegove žene Nazan. Rođena je 1498. ili 1500. Prije nego što je ušla u Prinčev harem zvala se Malhub Baharaj. Podarila mu je petero djece, tri sina, od kojih je samo Mustafa preživio, i dvije kćeri Razije i Fatma koje su preživjele. Imala je lijep život dok u harem nije došla Rokselana koja je rodila Sulejmanu šestero djece i uspjela ga nagovoriti da je oženi čime je narušila Mahidevranin status. Kada je Mustafa stasao morao je otići u sandžak Manisa (prema Turskoj tradiciji svi su prinčevi suobavljali dužnost sandžačkog upravnika), Mahidevran je morala krenuti s njim. Godine 1553. Sultan je naredio da se Mustafa ubije. Budući da je princ napisao pismo iranskom šahu Tampasu da želi svrgnuti oca s prijestolja. Mahidevran je otišla u Bursu gdje je živjela u bijedi.
Sulejmanova vladavina
U istanbulskom haremu imala je jako utjecajna rivala, Haseki Hurem Sultaniju, koja se ubrzo pokazala kao Sulejmanova omiljena supruga kao i žena u braku. Hurem je rodila prvog sina Mehmeda 1521. (koji je umro 1543.), a potom Selima (budući sultan Selim II.) 1524. uništavajući Mahidevranin status kao majke jedinog Sulejmanovog sina. Rivalstvo između dvije žene djelomično je potisnula sultanija Ajše Hafsa, majka sultanija (Sulejmanova majka), ali, poslije njezine smrti 1534., ljuto rivalstvo postalo je očigledno. Situacija se pogoršala kada su se dvije žene potukle, a Mahidevran istukla Hurem. Ovo je razljutilo Sulejmana pa je ubrzo poslije toga poslao Mahidevran da živi sa svojim sinom.
Prema osmanlijskoj tradiciji, svi su prinčevi morali raditi kao sandžački upravnici. Mustafu su poslali da bude upravnik sandžaka Manisa pa je Mahidevran prema tradiciji morala da otići s njim. Kako se bližio kraj Sulejmanovoj vladavini, rivalstvo između njegovih sinova postajalo je sve ljuće. Osim toga, Hurem i veliki vezir Rustem Paša, okrenuli su ga protiv Mustafe pa je Mustafa optužen za izazivanje nemira. Tijekom kampanje protiv Safavidske Perzije 1553., Sulejman je naredio da se Mustafa ubije.